# Lijst van kniptorren in Nederland
Dit is een lijst van kniptorren (Elateridae) in Nederland. De lijst is gebaseerd op het Nederlands Soortenregister en bevat 76 inheemse of gevestigde soorten die in het wild zijn aangetroffen. Algemene en vrij algemene soorten zijn vet gemarkeerd.

## OnderfamilieAgrypninae
- Agrypnus murinus (Muisgrijze kniptor)[2]

## OnderfamilieCardiophorinae
- Cardiophorus asellus[2]
- Cardiophorus gramineus[3]
- Cardiophorus nigerrimus[2]
- Cardiophorus ruficollis (Roodhalskniptor)[2]
- Dicronychus cinereus[2]
- Dicronychus equiseti[2]
- Dicronychus equisetioides

## OnderfamilieDenticollinae
- Actenicerus sjaelandicus (Deense kniptor)[2]
- Anostirus castaneus[2]
- Anostirus purpureus (Purperen kniptor)[2]
- Aplotarsus incanus
- Athous bicolor[2]
- Athous campyloides[2]
- Athous haemorrhoidalis (Roodaarskniptor)[2]
- Athous subfuscus[2]
- Athous vittatus[2]
- Calambus bipustulatus[2]
- Cidnopus aeruginosus (Koperkleurige kniptor)[2]
- Cidnopus pilosus[2]
- Ctenicera cuprea[3]
- Ctenicera pectinicornis (Gekamde kniptor)[2]
- Denticollis linearis (Slanke kniptor)[2]
- Hemicrepidius hirtus[2]
- Hemicrepidius niger[2]
- Hypnoidus riparius[2]
- Hypoganus inunctus[2]
- Limonius minutus
- Nothodes parvulus[3]
- Paraphotistus impressus
- Paraphotistus nigricornis
- Pheletes aeneoniger
- Prosternon tessellatum[2]
- Selatosomus aeneus (Glanzende kniptor)[2]
- Selatosomus cruciatus[4]
- Selatosomus latus[2]
- Stenagostus rhombeus[4]

## OnderfamilieElaterinae
- Adrastus limbatus[2]
- Adrastus pallens[2]
- Adrastus rachifer[2]
- Agriotes acuminatus[2]
- Agriotes gallicus[2]
- Agriotes lineatus (Gestreepte kniptor)[5]
- Agriotes obscurus (Donkere akkerkniptor)[2]
- Agriotes pallidulus[2]
- Agriotes pilosellus[2]
- Agriotes sordidus[3]
- Agriotes sputator[2]
- Agriotes ustulatus[4]
- Ampedus balteatus (Dennenkniptor)[2]
- Ampedus cinnabarinus (Vermiljoenrode kniptor)[2]
- Ampedus elongatulus[2]
- Ampedus nigerrimus[4]
- Ampedus nigrinus[2]
- Ampedus nigroflavus[2]
- Ampedus pomonae[2]
- Ampedus pomorum[2]
- Ampedus praeustus (Zwartpuntkniptor)[3]
- Ampedus sanguineus (Bloedrode kniptor)[5]
- Ampedus sanguinolentus[2]
- Dalopius marginatus (Gerande kniptor)[2]
- Ectinus aterrimus[2]
- Elater ferrugineus (Roestkniptor)[2]
- Idolus picipennis[3]
- Melanotus punctolineatus[2]
- Melanotus villosus[2]
- Procraerus tibialis[4]
- Sericus brunneus[2]
- Synaptus filiformis[2]

## OnderfamilieNegastriinae
- Negastrius pulchellus (Heidekniptor)[2]
- Negastrius sabulicola[2]
- Oedostethus quadripustulatus[2]
- Quasimus minutissimus[3]
- Zorochros dermestoides[2]
- Zorochros dufouri[5]
- Zorochros meridionalis[2]

bastaardsnuitkevers · beenderknagers · bladkevers · bladsprietkevers · boksnuittorren · boktorren · kniptorren · loopkevers · (echte) mestkevers · sigarenmakers · snuitkevers · soldaatjes · spitsmuisjes · vliegende herten · totaaloverzicht